# Carola Schwab
Carola Schwab (* 1959) ist eine deutsche Balletttänzerin und Tanzlehrerin.

## Laufbahn
Schwab absolvierte ihre Ausbildung an der Palucca Hochschule für Tanz Dresden und trat ab 1977 an der Semperoper auf. Von 1984 an war sie dort als Solistin, ab 1996 als Erste Solistin und ab 2009 als Charaktersolistin zu sehen. Zu ihrem Schaffen gehörten bekannte Werke wie Der Feuervogel, Carmen, Dornröschen und Schwanensee. 2005 wurde sie außerdem zur Referentin für Jugendarbeit ernannt.
Im Jahr 2023 ging Schwab nach 46 Spielzeiten in den Ruhestand und wurde in diesem Zusammenhang zum Ehrenmitglied der Semperoper ernannt. Sie kündigte jedoch an, weiterhin in Charakterrollen auftreten zu wollen.
Seit 1994 ist Schwab Trägerin des Mary-Wigman-Preises.